# Eenmalig fust
Eenmalige fusten zijn drankvaten (kegs) die zijn ontwikkeld voor het verpakken, transport en tappen van dranken. Ze zijn veelal van kunststof gemaakt. Sommige typen eenmalige fusten hebben een kartonnen ompakking. Deze ompakking maakt stapelen en transport mogelijk en beschermt de kunststof container. Synoniemen voor eenmalig fust zijn wegwerpfust en PET-fust. De bekende thuistappen behoren hiertoe.

## Typen eenmalige fusten

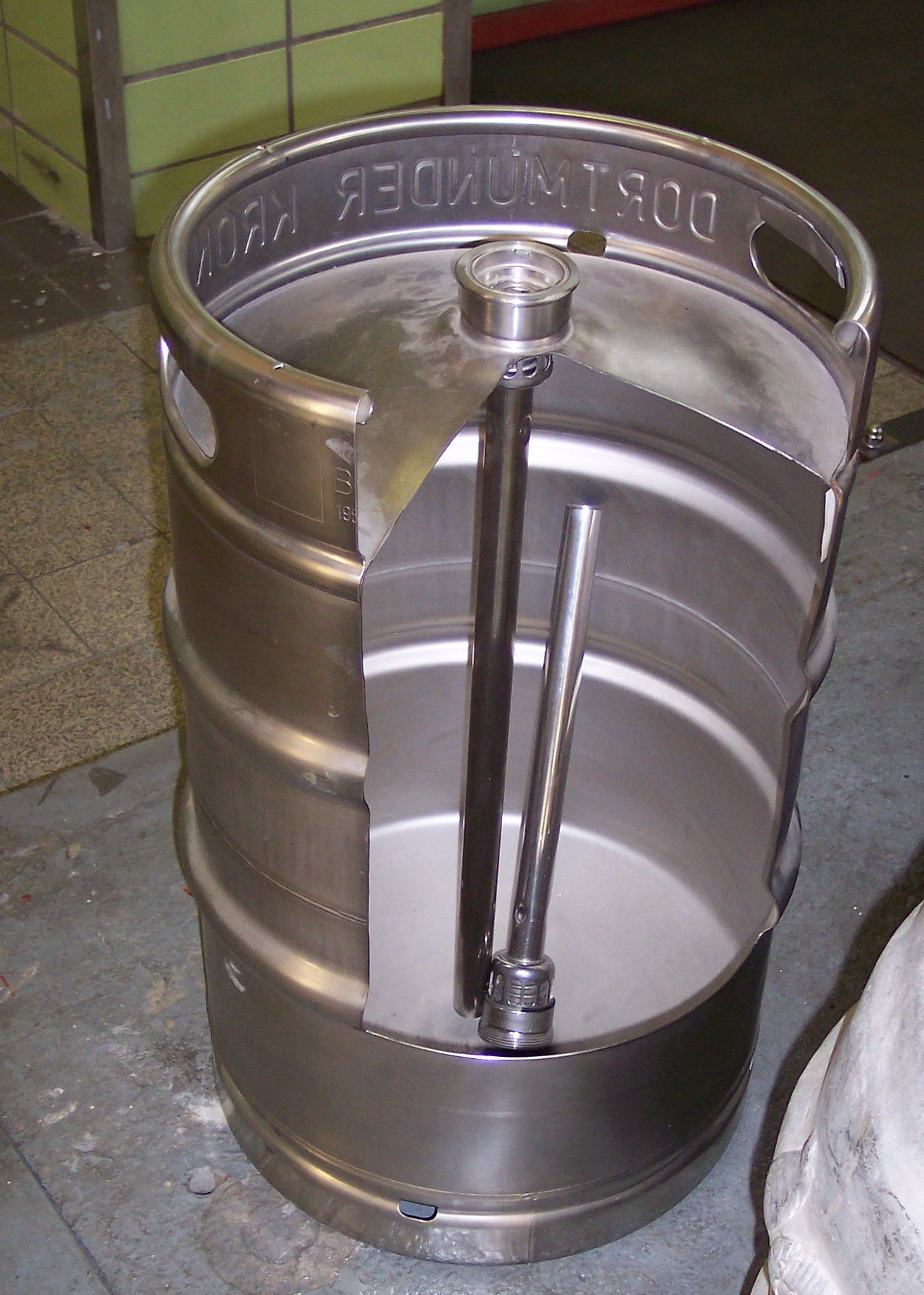
opengesneden fust (in dit geval een stalen exemplaar) waarin de stijgbuis zichtbaar is.

Er bestaan twee typen eenmalige fusten:
- Het eerst type maakt gebruik van een reeds lang bestaande technologie: de stijgbuis (zie afbeelding). Daarbij is de kraan waaruit de vloeistof wordt getapt verbonden aan een buis die door het fust omlaag loopt tot vlak boven de bodem. Een drijfgas dat zich boven de vloeistof bevindt, drukt de vloeistof omlaag, en dat stroomt vervolgens door de stijgbuis heen omhoog. Deze technologie is overgenomen uit het stalen fust. Hierbij komt tijdens het tappen de drank direct in contact met het drijfgas. Het komt ook voor dat het drijfgas (CO2) opgelost is in de vloeistof, en telkens uit de vloeistof vrijkomt en opnieuw druk opbouwt.

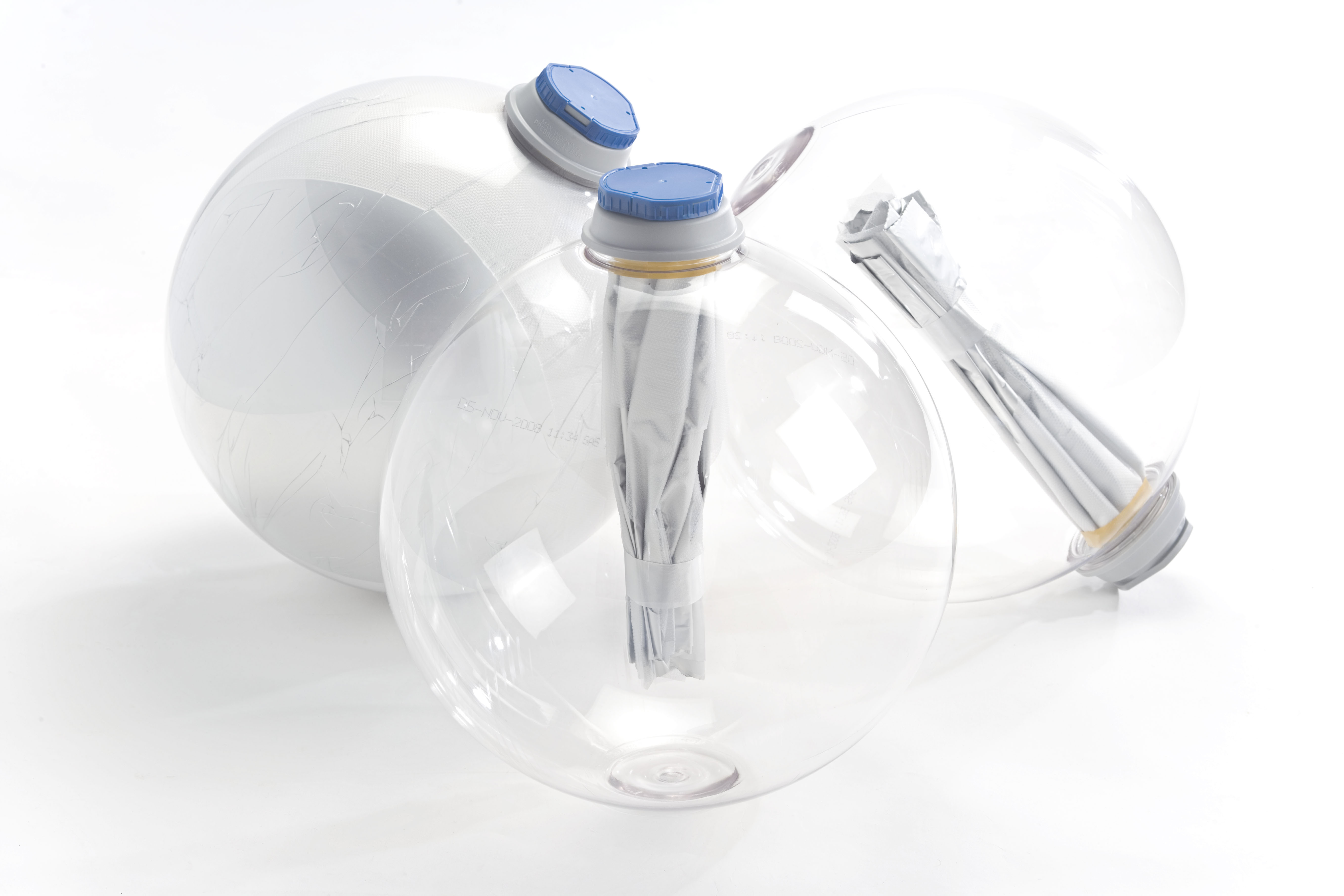
Voorbeeld van bag-in-ball technologie

- Het tweede type past de recentere bag-in-ball technologie toe. Voorbeeld van bag-in-ball technologieDaarbij bevindt de drank zich in een flexibele zak of ballon binnen het fust; het drijfgas zit om de zak heen en drukt de zak leeg. Daarbij is er sprake van een tweecompartimentensysteem en komt er geen drijfgas in contact met de drank. Ditzelfde principe wordt gebruikt bij de 'bag-in-box', maar dan zonder drijfgas.

## Historie
Het eerste eenmalige fust is in 2002 geïntroduceerd. Sindsdien zijn er verschillende nieuwe aanbieders op de markt gekomen. Op dit moment (2013) kunnen drankenproducenten en drankendistributeurs kiezen uit zo’n 6 verschillende aanbieders. 

## Duurzaamheid
Eenmalige fusten vervangen stalen fusten. Vergeleken met stalen vaten besparen zij tussen de 50% en 65% transportgewicht. Bovendien hoeven eenmalige fusten niet meer (chemisch) gereinigd te worden. Dat bespaart energie en vervuiling. Deze besparing kan zeker op lange afstanden behoorlijk oplopen. De mate van recyclebaarheid en duurzame toepassingen van het gerecyclede materiaal varieert per producent. Ook het aandeel gerecycled materiaal in eenmalige fusten wisselt. Een eenmalig fust van 30 liter vervangt 40 wijnflessen van 0,75 liter of 91 flesjes van 0,33 liter.

## Wie gebruiken eenmalige fusten?
Eenmalige fusten worden vooral door brouwerijen en wijnproducenten ingezet. Ook frisdrankproducenten en producenten van melkproducten maken gebruik van eenmalige fusten. Al of niet via drankendistributeurs komen zij terecht bij de eindgebruikers: de horeca en hun klanten.